# Ethias Cross 2019-2020
De Ethias Cross 2019-2020 was het 4e seizoen van een serie overkoepelende wedstrijden in het veldrijden. In de Ethias Cross werden er geen punten gegeven, noch was er een algemeen klassement of een algehele eindwinnaar. De wedstrijdserie is genoemd naar de hoofdsponsor, de verzekeringsmaatschappij Ethias. De Ethias Cross werd georganiseerd door Golazo.

## Mannen elite
| Datum      | Wedstrijd                           | Cat. | Eerste                 | Tweede                 | Derde             |
| ---------- | ----------------------------------- | ---- | ---------------------- | ---------------------- | ----------------- |
| 08/09/2019 | Grote Prijs Stad Eeklo, Eeklo       | C2   | Laurens Sweeck         | Eli Iserbyt            | Quinten Hermans   |
| 05/10/2019 | Berencross, Meulebeke               | C2   | Michael Vanthourenhout | Eli Iserbyt            | Toon Aerts        |
| 12/10/2019 | Polderscross, Kruibeke              | C2   | Eli Iserbyt            | Toon Aerts             | Quinten Hermans   |
| 26/10/2019 | Cross Mijnterril Beringen, Beringen | C2   | Quinten Hermans        | Toon Aerts             | Tom Pidcock       |
| 07/12/2019 | Cyclocross Essen, Essen             | C1   | Quinten Hermans        | Laurens Sweeck         | Tom Pidcock       |
| 30/12/2019 | Versluys Cyclocross, Bredene        | C2   | Mathieu van der Poel   | Tim Merlier            | Gianni Vermeersch |
| 05/02/2020 | Parkcross, Maldegem                 | C2   | Eli Iserbyt            | Michael Vanthourenhout | Toon Aerts        |
| 16/02/2020 | Vestingcross, Hulst                 | C1   | Eli Iserbyt            | Tom Pidcock            | Toon Aerts        |

## Vrouwen elite
| Datum      | Wedstrijd                           | Cat. | Eerste                     | Tweede               | Derde                      |
| ---------- | ----------------------------------- | ---- | -------------------------- | -------------------- | -------------------------- |
| 08/09/2019 | Grote Prijs Stad Eeklo, Eeklo       | C2   | Maud Kaptheijns            | Inge van der Heijden | Anna Kay                   |
| 05/10/2019 | Berencross, Meulebeke               | C2   | Ceylin del Carmen Alvarado | Annemarie Worst      | Inge van der Heijden       |
| 12/10/2019 | Polderscross, Kruibeke              | C2   | Annemarie Worst            | Yara Kastelijn       | Ceylin del Carmen Alvarado |
| 26/10/2019 | Cross Mijnterril Beringen, Beringen | C2   | Annemarie Worst            | Geerte Hoeke         | Katherine Compton          |
| 07/12/2019 | Cyclocross Essen, Essen             | C1   | Marianne Vos               | Kata Blanka Vas      | Anna Kay                   |
| 30/12/2019 | Versluys Cyclocross, Bredene        | C2   | Sanne Cant                 | Anna Kay             | Rebecca Fahringer          |
| 05/02/2020 | Parkcross, Maldegem                 | C2   | Annemarie Worst            | Inge van der Heijden | Denise Betsema             |
| 16/02/2020 | Vestingcross, Hulst                 | C1   | Ceylin del Carmen Alvarado | Annemarie Worst      | Denise Betsema             |

Kampioenschappen:  Wereldkampioenschappen ·
 Europese kampioenschappen ·
 Belgische kampioenschappen ·
 Nederlandse kampioenschappen
Klassementen:  Wereldbeker ·
 Superprestige ·
 DVV Verzekeringen/IJsboerke Trofee ·
 EKZ CrossTour ·
 TOI TOI Cup ·
 Coupe de France ·
 Copa de España ·
 New England Series
Overig:  Ethias Cross ·
 Rectavit Series
Geen UCI-cat.:  Giro d'Italia Ciclocross
2016-2017 · 2017-2018 · 2018-2019 · 2019-2020 · 2020-2021 · 2021-2022 · 2022-2023 · 2023-2024 · 2024-2025